# Adachi Mineichirō

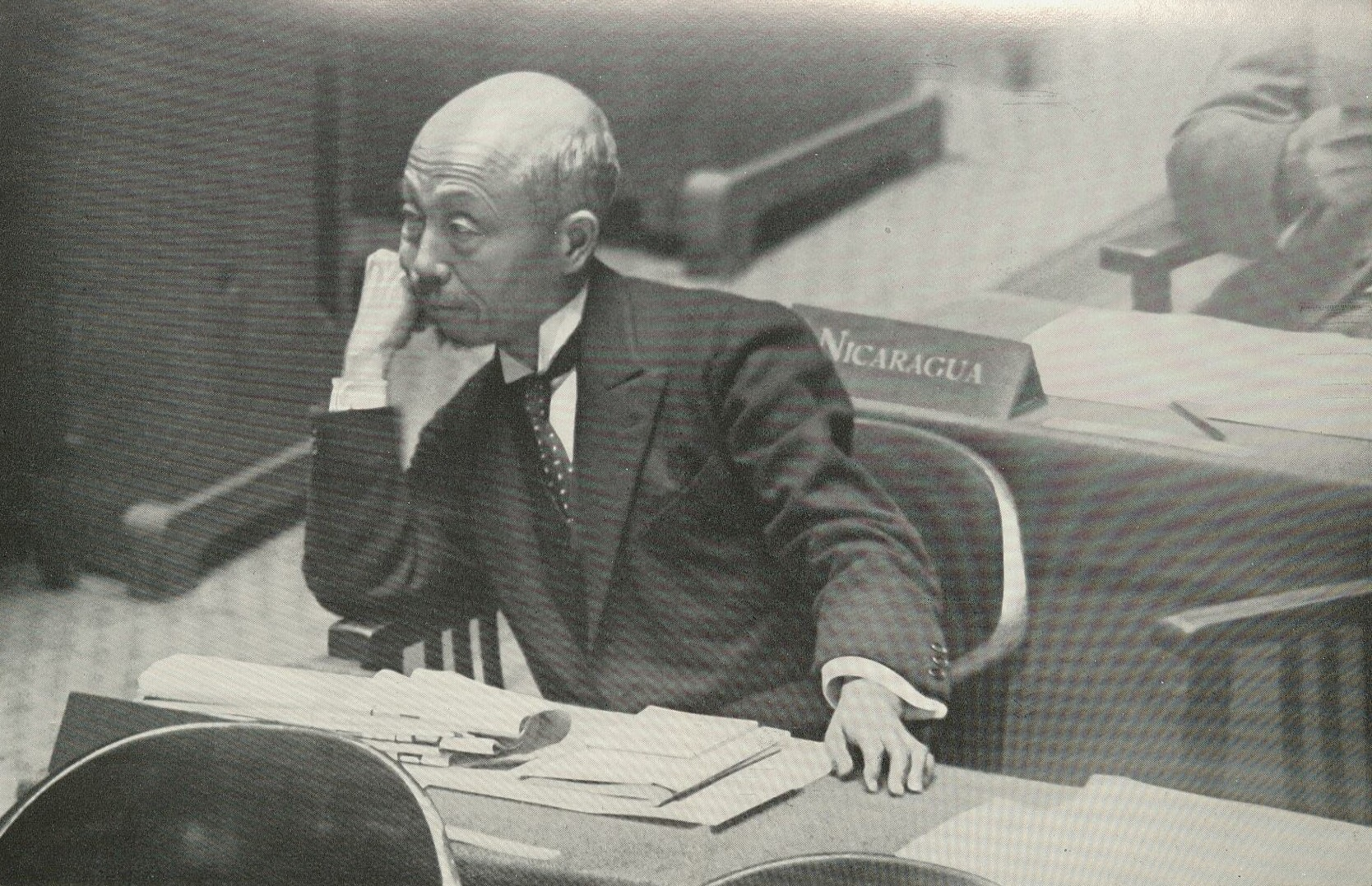
Erich Salomon: Adachi Mineichirō in der Vollversammlung des Völkerbunds

Adachi Mineichirō (jap. 安達 峰一郎; * 29. Juli 1870 im Nishitakadate, Landkreis Murayama, Provinz Uzen (heute: Yamanobe, Landkreis Higashimurayama, Präfektur Yamagata); † 28. Dezember 1934 in Amsterdam), insbesondere in zeitgenössischen Dokumenten auch in der Schreibweise Mineitciro Adatci, war ein japanischer Jurist und Diplomat. Er fungierte als Gesandter seines Heimatlandes in verschiedenen Ländern, auf internationalen Konferenzen sowie bei den Versammlungen des Völkerbundes, und wirkte von 1931 bis 1934 als Richter am Ständigen Internationalen Gerichtshof sowie als Präsident des Gerichts.

## Leben

Adachi (vorne links) bei der Aushandlung des Vertrags von Portsmouth

Adachi Mineichirō absolvierte bis 1892 ein Studium der Rechtswissenschaften an der Universität Tokio. Ab 1893 war er im diplomatischen Dienst tätig, bis 1896 zunächst als Legationssekretär seines Heimatlandes in Italien und anschließend bis 1902 in Frankreich. Nach seiner Rückkehr nach Japan war er dort für das Außenministerium sowie als Professor für Völkerrecht und Geschichte der Diplomatie an der handelswissenschaftlichen Fakultät in Tokio tätig. 1905 gehörte er der japanischen Delegation bei den Verhandlungen zum Vertrag von Portsmouth an. Ein Jahr später wurde er Direktor der Rechtsabteilung und der Personalabteilung sowie Direktor für Protokollfragen des Außenministeriums. Im Jahr 1907 kehrte er nach Frankreich zurück, wo er sein Heimatland 1909 und 1910 als Geschäftsträger vertrat. Von 1912 bis 1915 war er Gesandter in Mexiko und ab 1917 in Belgien. Bei der Pariser Friedenskonferenz 1919 war er erneut Mitglied der Delegation Japans. Ein Jahr später folgte seine Ernennung zum Botschafter in Brüssel, 1927 wechselte er in gleicher Funktion erneut nach Paris.
Darüber hinaus vertrat er Japan bis 1930 bei allen Vollversammlungen des Völkerbundes. Zum Ende des Jahres 1930 wurde er von dessen Gremien nahezu einstimmig zum Richter an den Ständigen Internationalen Gerichtshof gewählt, dem er von 1931 bis zu seinem Tod angehörte und dem er in dieser Zeit als Präsident vorstand. Bereits 1920 war er in Den Haag an der Ausarbeitung des Statuts des Gerichts beteiligt gewesen. Darüber hinaus gehörte er ab 1924 dem Ständigen Schiedshof an. Er veröffentlichte in seinem Heimatland unter anderem einen Grundriss des japanischen Zivilrechts und ein Lehrbuch des internationalen Privatrechts sowie Aufsätze zur Rechtsphilosophie und zum Völkerrecht. Nach seinem Tod wurde sein Landsmann Nagaoka Harukazu zu seinem Nachfolger am Ständigen Internationalen Gerichtshof gewählt.

## Auszeichnungen
Adachi Mineichirō wurde 1924 als erster Jurist aus Japan zum Mitglied des Institut de Droit international ernannt, ab 1932 gehörte er der American Academy of Arts and Sciences als auswärtiges Mitglied an. Darüber hinaus wurde er in die Kaiserliche Akademie der Wissenschaften Japans und 1931 als Ehrenmitglied in die Amerikanische Gesellschaft für internationales Recht aufgenommen. Seit Dezember 1922 war er assoziiertes Mitglied der Königlichen Akademie der Wissenschaften und Schönen Künste von Belgien.